# Clathria encrusta
Clathria encrusta är en svampdjursart som beskrevs av Kumar 1925. Clathria encrusta ingår i släktet Clathria och familjen Microcionidae. Inga underarter finns listade i Catalogue of Life.